# Jeff Glass (Eishockeyspieler)
Jeffrey „Jeff“ Glass (* 19. November 1985 in Calgary, Alberta) ist ein ehemaliger kanadischer Eishockeytorwart und derzeitiger -trainer, der im Verlauf seiner aktiven Karriere zwischen 2002 und 2022 unter anderem 15 Spiele für die Chicago Blackhawks in der National Hockey League (NHL) bestritten hat. Den Großteil seiner aktiven Laufbahn verbrachte Glass, der mit dem Gewinn der Goldmedaille bei der U20-Junioren-Weltmeisterschaft 2005 seinen größten Karriereerfolg feierte, jedoch in der American Hockey League (AHL) und Kontinentalen Hockey-Liga (KHL), wo er jeweils in weit mehr als 200 Partien zwischen den Pfosten stand.

## Karriere
Jeff Glass begann seine Karriere 2002 bei Kootenay Ice in der Western Hockey League (WHL). Beim NHL Entry Draft 2004 wählten ihn die Ottawa Senators in der dritten Runde an der 89. Stelle aus. Nach der Saison 2004/05 wurde er mit der Del Wilson Trophy als bester Torhüter der Liga und als CHL Goaltender of the Year ausgezeichnet.
Zur Saison 2005/06 wechselte er zu den Binghamton Senators in die American Hockey League (AHL), wo er bis 2009 spielte. In der Saison 2005/06 absolvierte der Kanadier außerdem einige ECHL-Spiele im Trikot der Charlotte Checkers. Ab September 2009 stand Glass beim kasachischen Verein Barys Astana aus der Kontinentalen Hockey-Liga (KHL) unter Vertrag, ehe er im August 2012 vom HK Sibir Nowosibirsk verpflichtet wurde. Bei Sibir gehörte er sowohl während der Hauptrunde, als auch während der Play-offs zu den statistisch besten Torhütern der KHL, so dass er nach Ende der Saison 2012/13 zum ambitionierten HK Spartak Moskau wechselte. Nachdem Spartak im Januar 2014 keine Chance mehr auf das Erreichen der Play-offs hatte, wurde Glass an den HK ZSKA Moskau abgegeben.
Ab Juli 2014 stand Glass beim HK Lada Toljatti unter Vertrag, für den er als zweiter Torhüter hinter Ilja Jeschow 14 KHL-Partien absolvierte, ehe er im Mai 2015 zum HK Dinamo Minsk wechselte. Dort spielte er bis zum Sommer 2016, zwischenzeitlich nahm er mit dem Team Canada am Spengler Cup 2015 teil. Nachdem Minsk den Vertrag des Kanadiers nicht verlängerte, erhielt er zunächst bis Januar 2017 einen Probevertrag bei den Toronto Marlies aus der AHL. Nach dessen Auflösung wurde er im Februar von den Chicago Blackhawks bis zum Sommer 2018 verpflichtet. Dort wird er im Farmteam Rockford IceHogs in der AHL eingesetzt, kam allerdings im Dezember 2017 im Trikot der Blackhawks zu seinem NHL-Debüt. Nach der Saison 2017/18 wurde sein auslaufender Vertrag in Chicago nicht verlängert, sodass er im Oktober 2018 zu den Toronto Marlies zurückkehrte und dort einen Einjahresvertrag unterzeichnete. Nach zehn Einsätzen für die Marlies wurde der Schlussmann im Dezember 2018 zum Ligakonkurrenten San Diego Gulls transferiert, für den er bis zum Ende der Saison 2018/19 spielte.
Ab Januar 2020 spielte Glass beim EHC Linz in der Erste Bank Eishockey Liga. Nach einem Jahr in Österreich kehrte er im Januar 2021 zu den San Diego Gulls zurück, ehe er im September 2022 im Alter von 36 Jahren seinen Rücktritt vom aktiven Sport bekannt gab und in den Trainerstab des Teams aufgenommen wurde.

### International
Mit der kanadischen U20-Nationalmannschaft nahm Jeff Glass an der U20-Junioren-Weltmeisterschaft 2005 teil. In insgesamt fünf WM-Einsätzen kam der Kanadier auf eine Fangquote von 92,2 Prozent und erreichte einen Gegentorschnitt von 1,40. Nach dem Finalsieg gegen Russland gewann Glass mit dem Team Canada die Goldmedaille.

## Erfolge und Auszeichnungen
| - 2005 WHL West First All-Star Team - 2005 CHL First All-Star Team - 2005 Del Wilson Trophy - 2005 CHL Goaltender of the Year | - 2006 Teilnahme am ECHL All-Star Game - 2006 ECHL-Rookie des Monats April - 2007 AHL-Torwart des Monats November - 2015 Spengler-Cup-Gewinn mit dem Team Canada |

### International
- 2005 Goldmedaille bei der U20-Junioren-Weltmeisterschaft
- 2005 Bester Gegentorschnitt bei der U20-Junioren-Weltmeisterschaft

## NHL-Statistik
(Legende zur Torhüterstatistik: GP oder Sp = Spiele insgesamt; W oder S = Siege; L oder N = Niederlagen; T oder U oder OT = Unentschieden oder Overtime- bzw. Shootout-Niederlage; Min. = Minuten; SOG oder SaT = Schüsse aufs Tor; GA oder GT = Gegentore; SO = Shutouts; GAA oder GTS = Gegentorschnitt; Sv% oder SVS% = Fangquote; EN = Empty Net Goal; 1 Play-downs/Relegation; Kursiv: Statistik nicht vollständig)